# Bastingering
Bastingering är ett uppbyggt utrymme vid övre däcks reling på äldre krigsfartyg.
Bastingeringen bildas av brädgången och en innanför och parallellt med densamma anbragt vägg. Utrymmet täcks av segeldukskapell eller görs tillgängligt genom luckor på insidan. Det användes vanligen till förvaring av manskapets kojer och utgjorde under strid ett visst skydd för besättningen.